# Arboretum Erbsland
Das Arboretum Erbsland liegt südöstlich der Müritz in der Mecklenburgischen Seenplatte 6 km nordöstlich von Mirow verborgen im Waldgebiet zwischen den Dörfern Granzow und Qualzow.

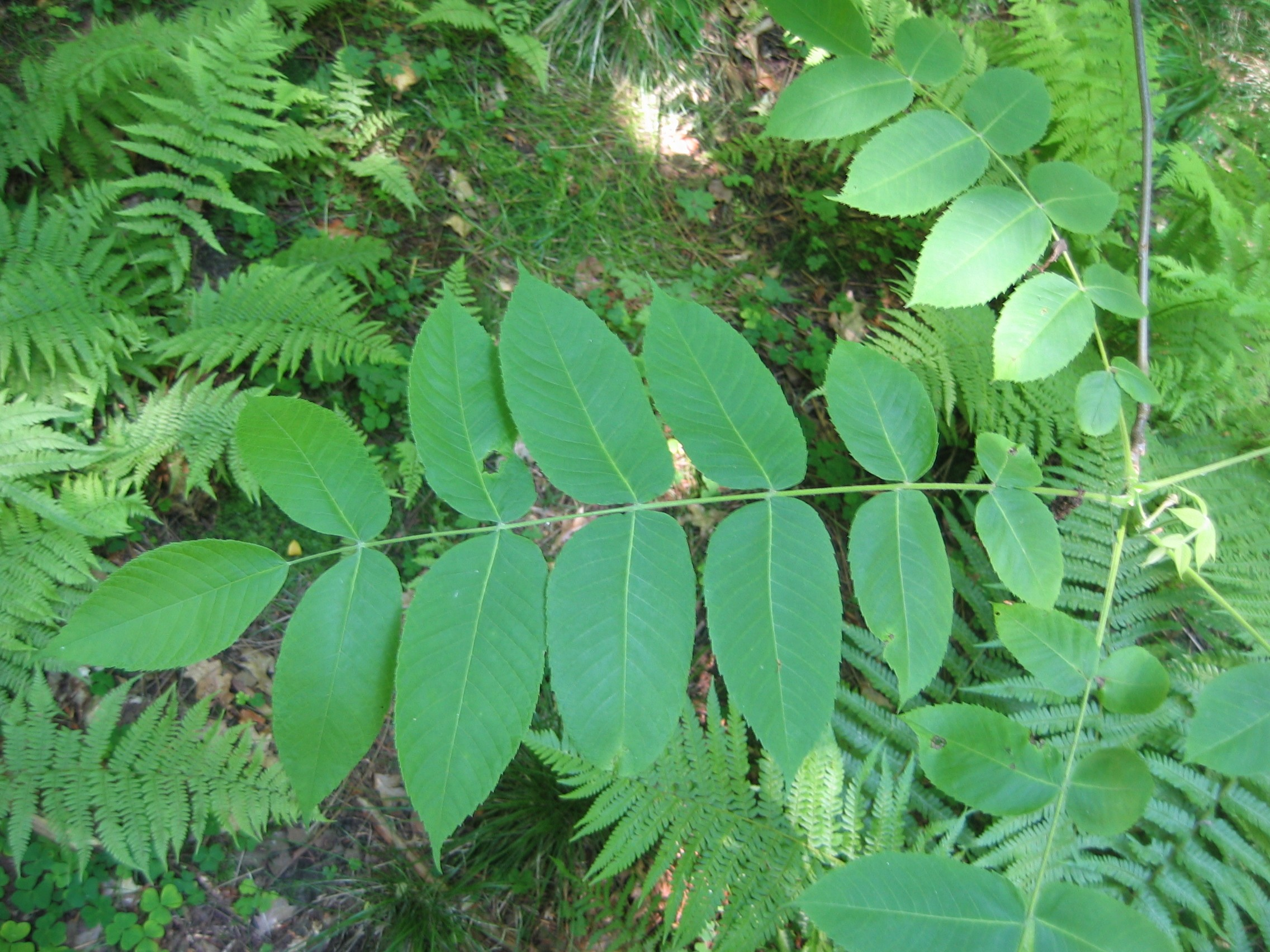
Blatt einer nordamerikanischen Butternuss in Erbsland

Der namensgebende Flurname Erbsland des Arboretums rührt vermutlich von seiner Vornutzung als Erbsenanbaugebiet der örtlichen Bauern her. In der Schmettauschen Karte ist die Fläche Ende des 18. Jahrhunderts noch als landwirtschaftliche Freifläche verzeichnet. Es handelt sich von der Bodenbeschaffenheit her um eine große Insel aus Geschiebelehm umgeben von ausgedehnten Sanderflächen. Im Jahre 1887 veranlasste der Mecklenburg-Strelitzer Oberförster Friedrich Scharenberg die Aufforstung und Bepflanzung der Fläche von etwa 7 Hektar im Revier Granzow der Oberförsterei Mirow als Arboretum mit etwa 40 ausländischen, auch außereuropäischen Baumarten, um deren Eignung für die deutsche Forstwirtschaft zu testen. Das Erbsland zählt heute noch über 30 verschiedene Baumarten, wovon einige beachtliche Höhen bis 42 m erreichen. Das Erbsland gehört zu den ältesten forstlichen Versuchsflächen in Deutschland.
Das Arboretum geriet zweimal in Vergessenheit und wurde jeweils wiederentdeckt und von den Arten her neu bestimmt: Einmal 1905, vier Jahre nach dem Tode Scharenbergs, der die Anlage des Arboretums aktenmäßig nicht überlieferte, und dann erneut 1953 nach dem Zweiten Weltkrieg, nachdem es während der Zeit des Nationalsozialismus in der Nähe der Erprobungsstelle Rechlin gelegen hatte.